# Canidia
Canidia is een kevergeslacht uit de familie van de boktorren (Cerambycidae). De wetenschappelijke naam van het geslacht werd voor het eerst geldig gepubliceerd in 1857 door Thomson.

## Soorten
Canidia omvat de volgende soorten:
- Canidia canescens (Dillon, 1955)
- Canidia chemsaki Wappes & Lingafelter, 2005
- Canidia cincticornis Thomson, 1857
- Canidia giesberti Wappes & Lingafelter, 2005
- Canidia mexicana Thomson, 1860
- Canidia ochreostictica (Dillon, 1956)
- Canidia spinicornis (Bates, 1881)
- Canidia turnbowi Wappes & Lingafelter, 2005